# Alemão 2
Alemão 2 é um filme de ação brasileiro de 2022, dirigido por José Eduardo Belmonte e escrito por Marton Olympio e Thiago Brito, com produção executiva de Rodrigo Silveira, sendo uma sequência do filme Alemão (2014). Produzido pela RT Features e distribuído pela Manequim Filmes, é estrelado por Vladimir Brichta, Leandra Leal, Aline Borges, Gabriel Leone, Dan Ferreira e Mariana Nunes. O filme foi lançado nos cinemas em 30 de abril de 2022.

## Sinopse
Machado (Vladimir Brichta) é um policial civil que trabalha no Complexo do Alemão com seus comandados, Ciro (Gabriel Leone) e Freitas (Leandra Leal) em uma missão secreta que envolve a prisão de um grande líder do tráfico de drogas na comunidade. Eles têm a supervisão da delegada Amanda (Aline Borges) e ao seguir as pistas de um informante, acabam caindo em uma emboscada. Foragidos, eles estão sendo perseguidos por um grupo de traficantes. Enquanto isso, Amanda conduz uma investigação no centro de operações e orienta o grupo de policiais a sair com vida do Alemão.

## Elenco
- Vladimir Brichta como Machado
- Leandra Leal como Freitas
- Gabriel Leone como Ciro
- Aline Borges como Delegada Amanda
- Mariana Nunes como Mariana
- Dan Ferreira como Bento
- Digão Ribeiro como Soldado
- Demick Lopes como Parnau
- Thomaz Mussnich como repórter
- Zezé Motta como Dona Ivone

## Produção
Depois do grande sucesso de público que foi o primeiro filme Alemão, lançado no Brasil em 2014, foi discutido uma possível sequência do filme. Desde a idealização do filme, levaram sete anos para que Alemão 2 tivesse sua produção iniciada. Inicialmente, se foi pensado no recorte social que seria recriado na sequência ficção apresentada no enredo. O produtor do filme, Rodrigo Teixeira, definiu que a história seria recriada do zero, com novos personagens e tramas, após várias reuniões da equipe.
O roteiro do filme é escrito em parceria entre Thiago Brito e Marton Olympio, com colaboração de Pedro Perazzo. No elenco, um time de atores diferentes da primeira parte foi escalado. Para interpretar os três policiais protagonistas do filme, Vladimir Brichta, Leandra Leal e Gabriel Leone foram escalados. Digão Ribeiro foi o escolhido para dar vida ao traficante que movimenta a trama. Completam ainda o elenco dos demais personagens centrais Aline Borges e Dan Ferreira. Mariana Nunes retorna no seu personagem de 2014. A consagrada atriz Zezé Motta foi convidada para fazer uma participação especial.

## Lançamento
A estreia mundial do filme ocorreu no Festival do Rio, que ocorreu entre 9 e 19 de dezembro de 2021. Mas o filme foi exibido fora da mostra competitiva de longas-metragens. O lançamento comercial no Brasil ocorreu em 31 de março de 2022, distribuído pela Manequim Filmes (novo selo da Vitrine Filmes) em mais de 300 salas pelo país.

## Recepção

### Resposta dos críticos
Alemão 2 obteve uma boa recepção entre os críticos de cinema, superando as críticas de seu antecessor. Escrevendo para o website Omelete, o crítico Eduardo Pereira atribuiu ao filme a nota máxima e o considerou excelente, dizendo: "É como se Alemão 2 fosse um favela movie revoltado consigo mesmo, inquieto na condição de ser mais uma peça do cinema nacional que precisa abordar essa problemática porque, bem, ela segue sendo urgente à identidade nacional em pleno 2022 (o filme, produzido em 2019, se passa em 2018, mas só chega agora às telas por conta da pandemia). Sua revolta, entretanto, é poética."
Denis Le Senechal Klimiuc, do website Cinema com Rapadura, escreveu: "Alemão 2 alcança um novo patamar qualitativo em relação ao primeiro longa, e o espectador se sentirá grato por receber esse sopro de autenticidade diante do mesmo universo. Isso demonstra que, quando bem escrito, dirigido e interpretado, não há desculpas para que uma continuação seja inferior. Pelo contrário, e o cinema nacional agradece."